# Invaders de Denver
Les Invaders de Denver sont une franchise de hockey sur glace qui a évolué lors de la saison 1963-1964 dans la Western Hockey League.

## Historique
En juin 1963, la franchise des Comets de Spokane est achetée par un groupe dirigé par les Maple Leafs de Toronto de la Ligue nationale de hockey qui la transfère à Denver pour y jouer le rôle de club-école.
Ils disputent leurs matchs de saison régulière au Denver Coliseum et ceux de séries éliminatoires à l'aréna de l'Université de Denver. Leur entraîneur-chef est Rudy Pilous, qui avait été congédié l'année précédente du poste d'entraîneur-chef des Black Hawks de Chicago.
Au cours de la saison 1963-1964, les Invaders remportent le titre de champion de la saison régulière mais ils sont éliminées au premier tour des séries éliminatoires, en six matchs, par les Blades de Los Angeles. 
Stafford Smythe, propriétaire des Maple Leafs, annonce que son équipe n'atteindra pas l'objectif de 2 000 places vendues fixé par la ligue et qu'en conséquence, elle déménage à nouveau après un an seulement passé à Denver. Relocalisée à Victoria, elle est renommée Maple Leafs de Victoria pour la saison suivante.

## Statistiques
| No | Saison    | PJ | V  | D  | N | BP  | BC  | Pts | Classement | Séries éliminatoires | Entraîneur  |
| -- | --------- | -- | -- | -- | - | --- | --- | --- | ---------- | -------------------- | ----------- |
| 1  | 1963-1964 | 70 | 44 | 23 | 3 | 271 | 202 | 91  | Vainqueurs | Éliminés au 1er tour | Rudy Pilous |